# 戈亚斯州圣安东尼奥
戈亚斯州圣安东尼奥（葡萄牙語：Santo Antônio de Goiás）是巴西戈亚斯州的一个市镇。总面积132.803平方公里，总人口3932人，人口密度29.6人/平方公里。